# Villers-Carbonnel
Villers-Carbonnel är en kommun i departementet Somme i regionen Hauts-de-France i norra Frankrike. Kommunen ligger i kantonen Péronne som tillhör arrondissementet Péronne. År 2022 hade Villers-Carbonnel 300 invånare.

## Befolkningsutveckling
Antalet invånare i kommunen Villers-Carbonnel
| Referens: INSEE |